# Nadezjda von Meck

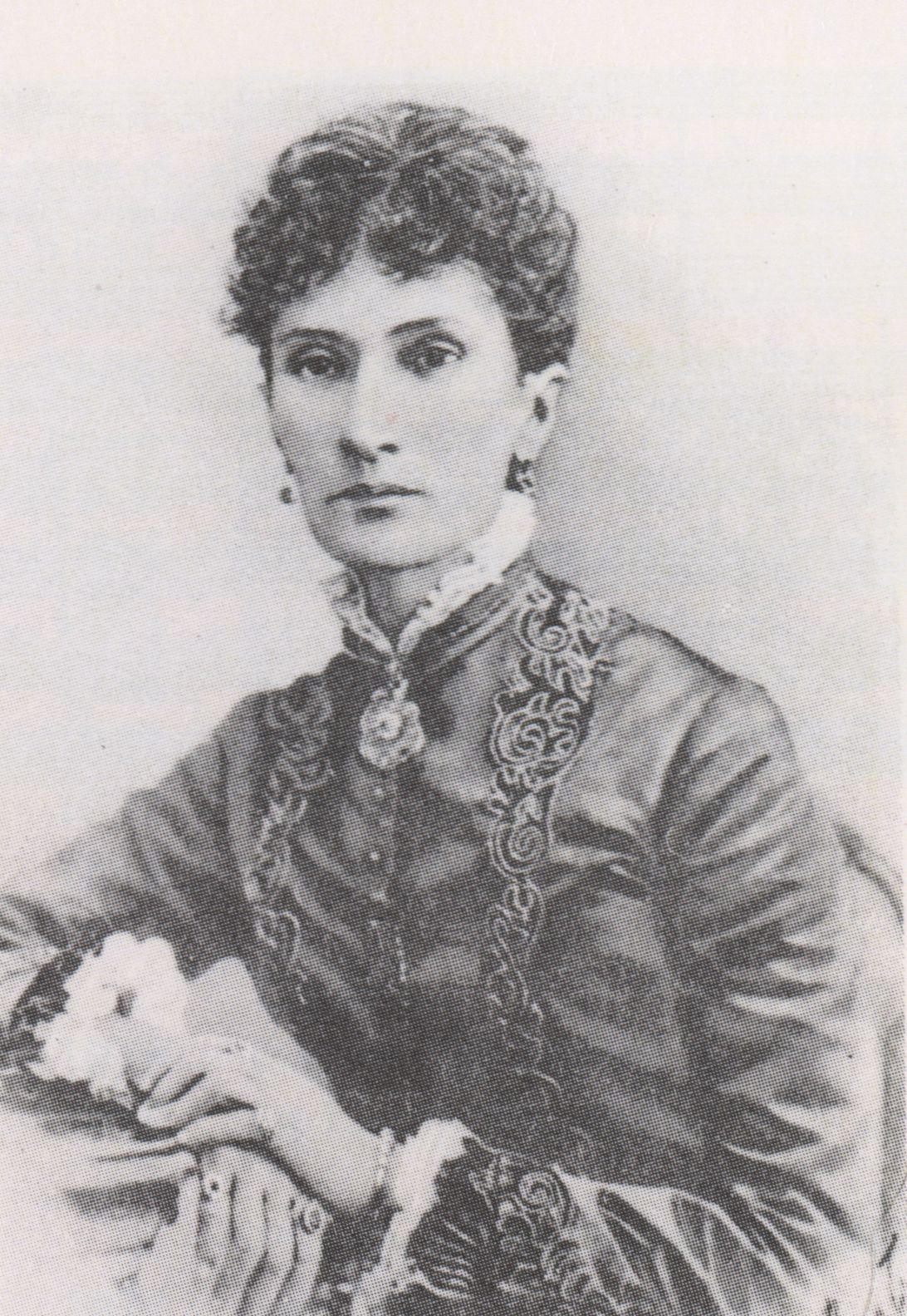
Nadezjda von Meck

Nadezjda Filaretovna von Meck (Russisch: Надежда Филаретовна фон Мекк; 10 februari 1831 – 13 januari 1894) was een Russische zakenvrouw, vooral bekend vanwege haar ondersteuning van jonge musici.

## Levensloop
Op 16-jarige leeftijd werd ze uitgehuwelijkt aan Karl Otto Georg von Meck, een 28-jarige ingenieur uit een familie van Baltische Duitsers in Riga. Samen hadden ze 18 kinderen, van wie er 11 overleefden naar volwassenheid.
Karl von Meck had een slecht betaalde baan als ambtenaar. Rusland had een nijpend tekort aan spoorwegen. Met vooruitziende blik oefende Nadezjda druk uit op haar echtgenoot om een partner met kapitaal te zoeken en zich in de Russische spoorwegbouw te begeven.
Uiteindelijk bezat Karl von Meck een groot aantal lijnen, waaronder de Koersk-Kiev en de zeer winstgevende Moskou-Rjazan spoorlijn. Bij zijn overlijden in 1873 was hij multimiljonair. 
Dankzij de enorme financiële middelen die haar man had achtergelaten had ze een grote invloed op de muzikale wereld van Moskou. 
Nog tijdens het leven van haar man begon ze al met het actief ondersteunen van jonge musici. Een aantal van hen nam zij in dienst. Ze woonden in haar huishouden en speelden haar favoriete werken. Ze nam Claude Debussy aan als muziekleraar voor haar dochters, en deze wilde zelfs een van hen trouwen. Ze bezocht de concerten van de Russische Muziek Vereniging in Moskou. Door deze concerten maakte ze kennis met Nikolaj Rubinstein, met wie ze een complexe relatie onderhield.
Zij is vooral bekend geworden als mecenas van Pjotr Iljitsj Tsjaikovski. De ruim 1200 brieven die beiden in de periode 1876-1890 wisselden vormen een belangrijke bron van kennis over het leven en denken van de componist. Het bijzondere kenmerk van de nauwe vriendschap met Tsjaikovski was het feit dat ze elkaar nooit zagen, hoogstens in een menigte; niets meer dan een toevallige blik tijdens een concert of theater. Tsjaikovski droeg zijn Vierde symfonie aan haar op. 